# کنکورد (شرکت سرگرمی)
کنکورد (انگلیسی: Concord) یک شرکت مستقل حقوق خلاق آمریکایی است که ضبط صدا، حقوق انتشار موسیقی، حقوق اجرای تئاتر و محتوای روایی را توسعه، مدیریت و به دست می‌آورد. کنکورد یک شرکت خصوصی است که توسط سرمایه نهادی بلندمدت و اعضای تیم مدیریت کنکورد تأمین مالی می‌شود.
کنکورد دارای حقوق بیش از ۱٫۲ میلیون آهنگ، آثار ساخته شده، نمایشنامه‌ها، موزیکال‌ها و ضبط‌های فعال است.